# Achim Mentzel

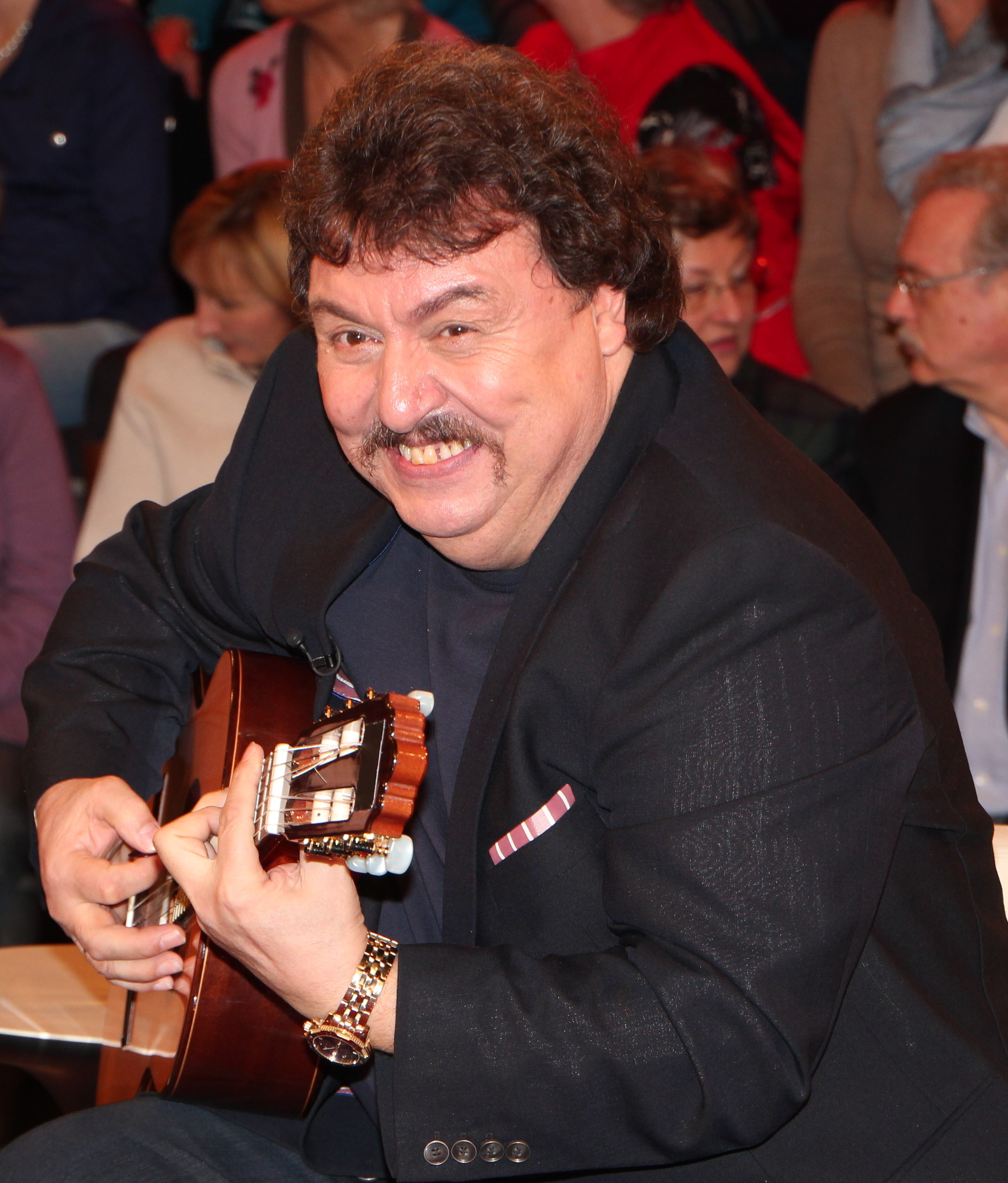
Mentzel em fevereiro de 2011

Achim Mentzel (15 de julho de 1946 – 4 de janeiro de 2016) foi um apresentador de televisão e ator alemão. Ele era mais conhecido por hospedar seu show Achims Hitparade de 1989 a 2006. Ele lançou 23 singles e sete álbuns entre 1978 e 2010. Ele era um membro da banda cover Fritzens Dampferband, juntamente com Nina Hagen. Mentzel apareceu nos filmes The Legend of Paul and Paula (1973) e Der Wixxer (2004), e na televisão mostrou Das Amt e SOKO Leipzig.
Mentzel nasceu em Berlim. Ele foi casado quatro vezes e teve oito filhos. Morreu no dia 4 de janeiro de 2016 em Cottbus, Brandenburg, aos 69 anos. Acredita-se a causa foi um ataque cardíaco ou acidente vascular cerebral.